# Fertőendréd
Fertőendréd (deutsch Großandrä) ist eine ungarische Gemeinde im Kreis Sopron im Komitat Győr-Moson-Sopron.

## Geografische Lage
Fertőendréd liegt 55 Kilometer südwestlich des Komitatssitzes Győr und 25 Kilometer südöstlich der Kreisstadt Sopron am rechten Ufer des Flusses Ikva. Nachbargemeinden sind Agyagosszergény im Osten, Petőháza im Südwesten und Süttör, ein Ortsteil der Stadt Fertőd im Nordwesten.

## Geschichte
Im Jahr 1913 gab es in der damaligen Kleingemeinde 182 Häuser und 1150 Einwohner auf einer Fläche von 2885 Katastraljochen. Sie gehörte zu dieser Zeit zum Bezirk Kapuvár im Komitat Sopron.

## Söhne und Töchter des Ortes
- Vendel Endrédy (1895–1981), Zisterzienser und Abt von Zirc

## Sehenswürdigkeiten
- Dreifaltigkeits-Statue (Szentháromság-szobor) aus dem Jahr 1780
- Patrona-Hungariae-Säule mit Szent István und Szent Imre aus dem Jahr 1884
- Römisch-katholische Kirche Szent István király, erbaut 1908 nach Plänen von Zsigmond Herczeg
- Kruzifix mit Pietà aus dem Jahr 1919
- Großes Kruzifix, erschaffen 1908 von Lipót Hild (auf dem Friedhof)

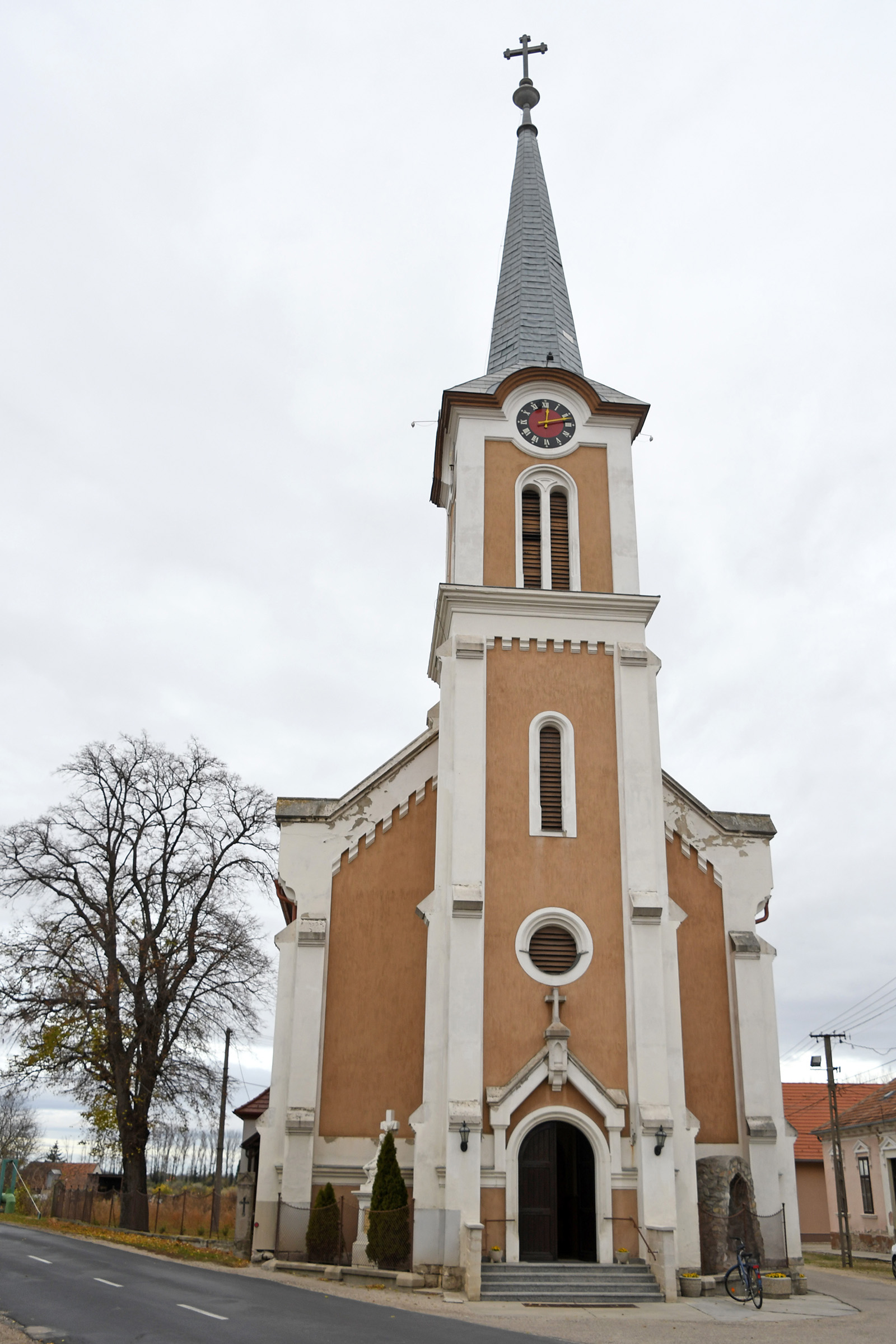
Römisch-katholische Kirche Szent István király
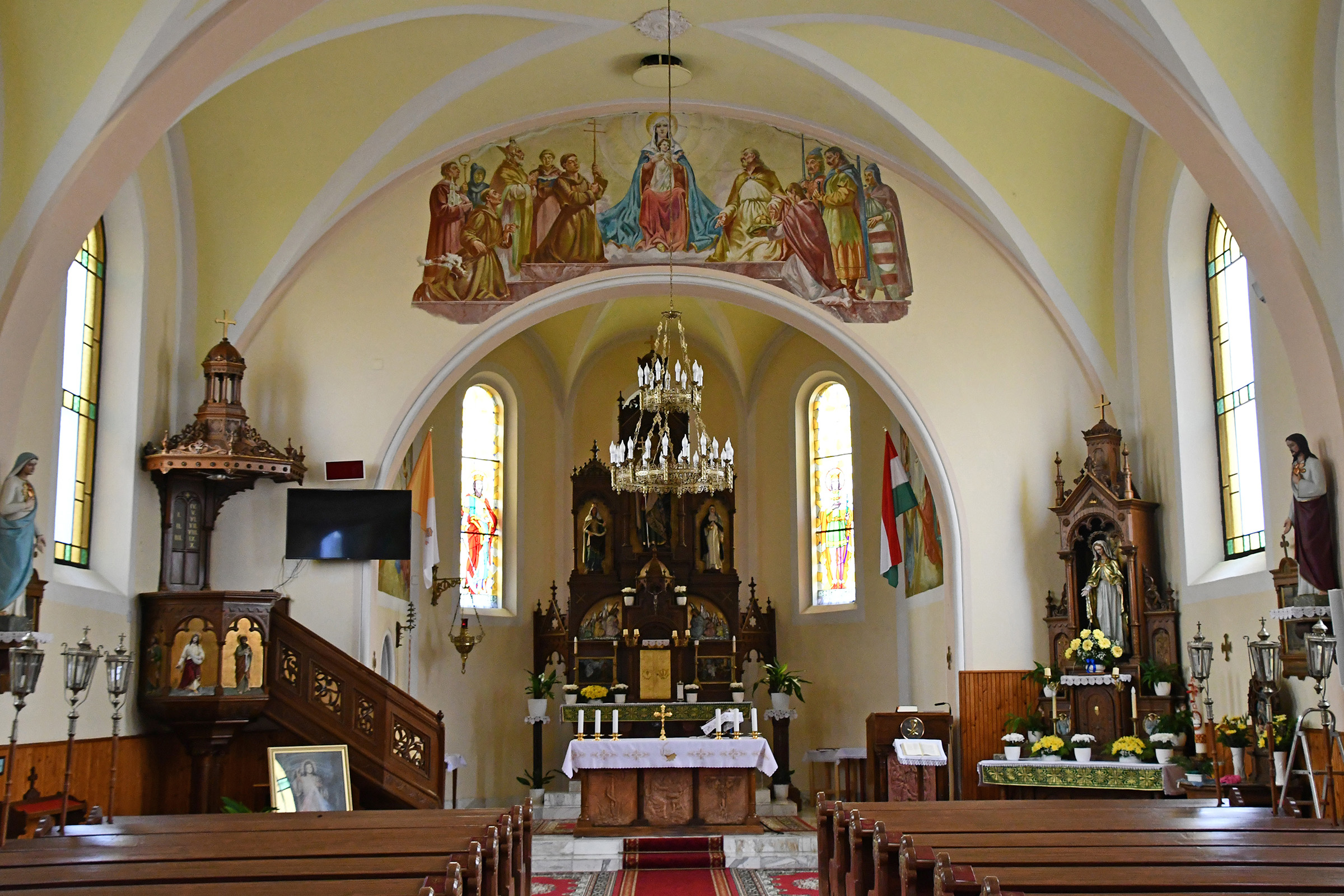
Innenraum der Kirche
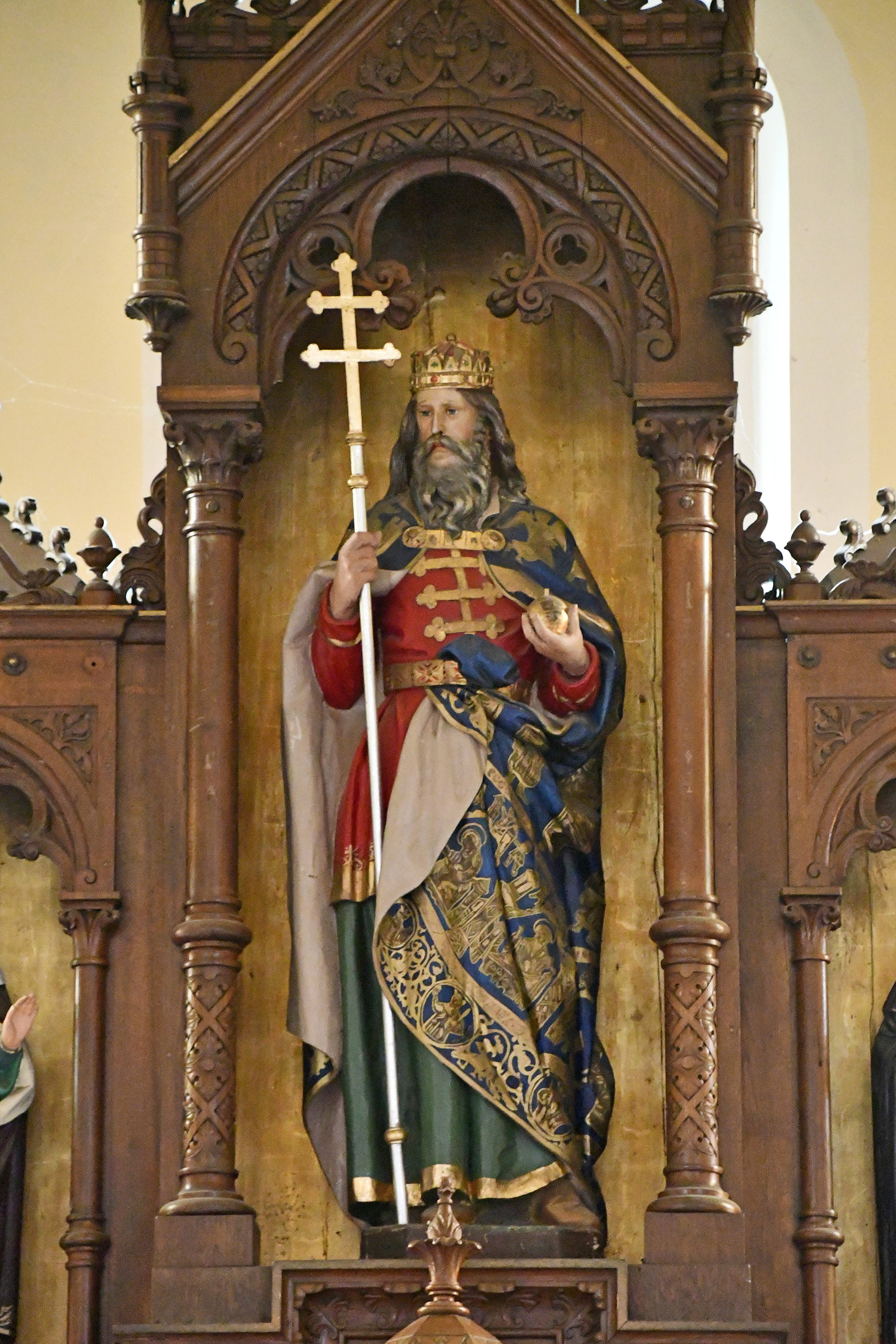
Darstellung von Szent István király in der Kirche
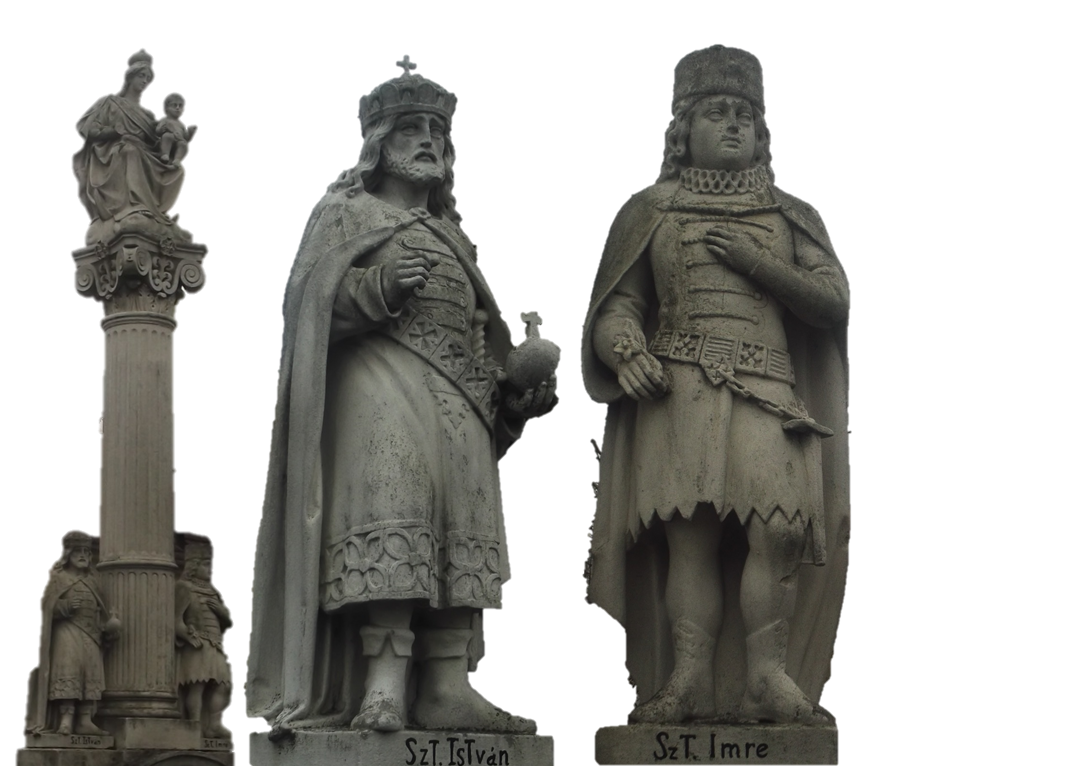
Patrona-Hungariae-Säule mit Szent István und Szent Imre

## Verkehr
Durch Fertőendréd verläuft die Landstraße Nr. 8518, die südlich der Gemeinde auf die Hauptstraße Nr. 85 trifft. Es bestehen Busverbindungen nach Sopron und Győr. Der nächstgelegene Bahnhof befindet sich südwestlich in Petőháza.